# Нова ера (Галичина)
Нова ера — угода між українською та польською фракціями Галицького крайового сейму 1890 року.

## Короткі відомості
Наростаючий український національно-визвольний рух, в якому основну роль відігравали народовці, загострення відносин між Австро-Угорщиною і Росією, примушували австрійський уряд шукати шляхи врегулювання українсько-польських відносин у Галичині. 1890 року лідери Олександр Барвінський, Юліян Романчук, митрополит Сильвестр Сембратович, при посередництві Володимира Антоновича уклали з польськими політичними колами та австрійським урядом компромісну угоду, яка отримала назву «Нової ери».
17 жовтня 1890 р. Кость Телішевський зустрівся з намісником Галичини Казімежем Бадені. 24 листопада 1890 р. К. Телішевський разом з Омеляном Огоновським, Костем Левицьким, О. Барвінським, о. Корнилом Мандичевським, митрополитом С. Сембратовичем брав участь у конференції К. Бадені, на якій було підбито підсумки попередніх переговорів.
Від імені уряду намісник Галичини граф К. Бадені пообіцяв надати кілька депутатських місць у парламенті, запровадити українську мову в судах і адміністративних органах, відкрити три українські гімназії, утворити кафедру всесвітньої історії та другу кафедру української літератури у Львівському університеті, отримати право на створення страхового товариства «Дністер» та ін., видання українською мовою й народом урядової газети «Народний Часопис». За ці незначні поступки Ю. Романчук від імені частини народовців заявив про підтримку політики австрійської держави, проголосив «нову еру» у польсько-українських відносинах у Галичині.
1890 рік — значна частина народовців об'єдналась в Русько-Українську Радикальну Партію, яка різко засудила політику «нової ери» і продовжила опозиційну боротьбу. В 1894 і Ю. Романчук з частиною народовців перейшли до опозиції. На позиціях «нової ери» залишився митрополит С. Сембратович і невелика група народовців, на чолі з О. Барвінським і А. Вахнянином, які висунули гасло «Краще щось, ніж нічого». Це крило народовців пізніше оформилось у Християнсько-Суспільну Партію.
1899 року — основна маса народовців з частиною радикалів утворили Українську Національно-Демократичну Партію (відіграла основну роль в уряді ЗУНР). З 1919 року ця партія стала називатися «Національно-Трудова Партія». 1925 року ввійшла до Українського національно-демократичного об'єднання (УНДО).